# The Sweet East
The Sweet East (dt.: „Der süße Osten“) ist ein US-amerikanischer Spielfilm von Sean Price Williams aus dem Jahr 2023. Das Roadmovie folgt einer jungen Frau durch das heutige Amerika. Die Hauptrolle übernahm Talia Ryder. Das Werk wird im Mai 2023 im Rahmen des Filmfestivals von Cannes uraufgeführt.

## Handlung
Der Film wird als Schelmenreise einer High-School-Schülerin durch das heutige Amerika beschrieben. Auf einer Klassenfahrt nach Washington, D.C. wird die aus South Carolina stammende Lillian von ihren Mitschülern getrennt. Auf ihrem Weg entlang der Städte und Wälder der Ostküste begegnen ihr mehrere Gatekeeper, die sie für sich einnehmen wollen. Auf diese Weise erhält die junge Frau Zugang zu den merkwürdigsten Sekten und Kulten, die sich im Land ausbreiten.

## Entstehungsgeschichte

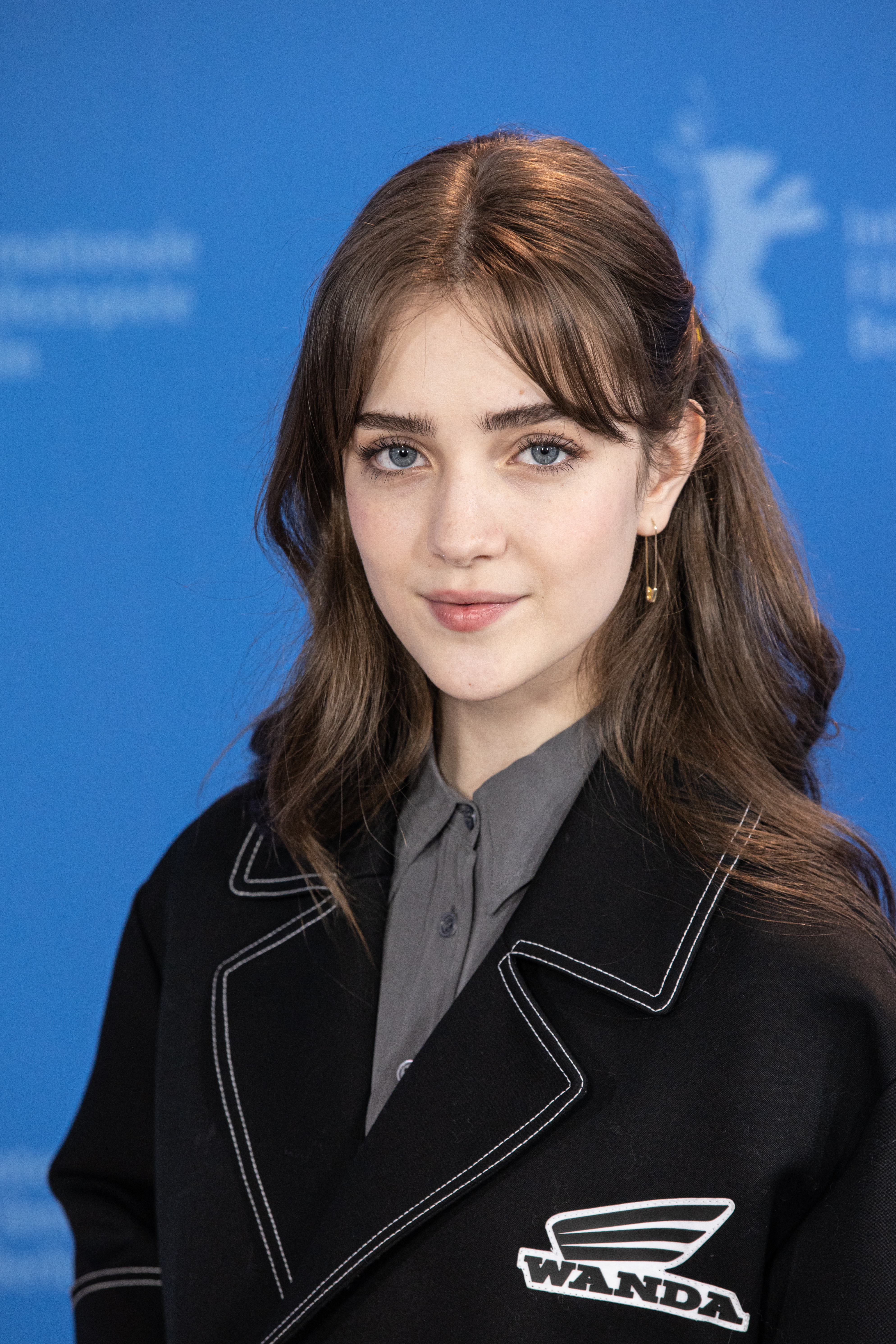
Talia Ryder übernahm die Hauptrolle der Lillian

The Sweet East ist der erste Spielfilm des vorwiegend als Kameramann tätigen Sean Price Williams als alleinverantwortlicher Regisseur, nach dem gemeinsam mit Jean-Manuel Fernandez realisierten Kriminalfilm Eyes Find Eyes (2011). Der US-Amerikaner hatte sich unter anderem für die Kameraarbeit an den Spielfilmen Heaven Knows What (2014) und Good Time (2017) von Benny und Josh Safdie beziehungsweise Abel Ferraras Zero and Ones (2021) einen Namen gemacht. The Sweet East wird als Roadmovie beschrieben im Stile der frühen Melodramen von David Wark Griffith, kombiniert mit Science Fiction. Für das Drehbuch zeichnete der Filmkritiker Nick Pinkerton verantwortlich. Sowohl Williams als auch Pinkerton hatten vor ihren Karrieren eine Zeit lang in derselben Videothek im New Yorker East Village gejobbt. Der Regisseur verglich das Skript mit Terry Southerns und Mason Hoffenbergs 1958 erschienenen Roman Candy (dt. Titel: Candy oder Die sexte der Welten), der 1968 von Christian Marquand verfilmt wurde. Als konventionelle Pornografie in Frankreich wegen Unanständigkeit verboten, war das Buch als eine augenzwinkernde Version auf Voltaires Candide oder der Optimismus gedacht. Candy wurde gleichermaßen als Satire auf geschätzte amerikanische Institutionen und damalige Wahnvorstellungen, als auch als „Geografie der Pornografie“ gelesen.
Für den Film wurden unter anderem die Darsteller Simon Rex, Andy Milonakis, Earl Cave, Jeremy O. Harris und Gibby Haynes verpflichtet. Ebenfalls zum Schauspielensemble gehört Jacob Elordi. Dieser habe Williams an den Good Times-Darsteller Robert Pattinson erinnert, der hart daran gearbeitet hatte nach seinem Erfolg in der Twilight-Reihe vom Image des Frauenschwarms wegzukommen. Daher sei die Figur von Elordi einem „Post-Twilight-Pattinson“ nachempfunden. „Wir bekommen diese jungen Adonis und sie bekommen ein Franchise und dann wollen sie etwas ein bisschen Ausgefalleneres machen, was jetzt fast seine Geschichte ist“, so Williams.
Produziert wurde der Film von den US-amerikanischen Gesellschaften Marathon Films und Base 12. Um die Verwertungsrechte in Nordamerika kümmert sich The Match Factory.

## Veröffentlichung und Rezeption
Die Premiere von The Sweet East ist am 18. Mai 2023 im Rahmen der Filmfestspielen von Cannes geplant, wo der Film in die Nebensektion Quinzaine des cinéastes aufgenommen wurde.
Beim Festival du cinéma américain de Deauville 2023 gewann der Film in zwei Kategorien (Prix du jury, Prix de la Révélation).

## Belege
1. 1 2 3  The Sweet East. In: productionlist.com (abgerufen am 18. April 2022).
2. 1 2  Jordan Raup: Sean Price Williams Eyes Solo Directorial Debut with Nick Pinkerton-Scripted Feature. In: thefilmstage.com, 26. Februar 2020 (abgerufen am 18. April 2022).
3. 1 2  Tim Dams: The Match Factory boards Sean Price Williams’ Cannes Directors’ Fortnight title ‘The Sweet East’. In: screendaily.com, 21. April 2023 (abgerufen am 25. April 2023).
4. ↑  Melanie Goodfellow: Cannes Directors’ Fortnight Unveils 2023 Line-Up: Michel Gondry, Hong Sangsoo, ‘Good Time’ DoP Sean Price Williams Make Cut – Full List & Film Details. In: Deadline, 18. April 2023 (abgerufen am 18. April 2023).
5. 1 2  The Sweet East. In: quinzaine-cineastes.fr (abgerufen am 10. Mai 2023).
6. ↑  Terry Southern. In:  Gale Literature: Contemporary Authors, Gale, 2002 (abgerufen am 18. April 2022 via Gale Literature Resource Center).
7. ↑  Clay Skipper: Jacob Ladder. In: GQ, September 2022, Vol. 92, Nr. 7, S. 90. – ISSN 0016-6979.